# Hemiphylacus latifolius
Hemiphylacus latifolius är en sparrisväxtart som beskrevs av Sereno Watson. Hemiphylacus latifolius ingår i släktet Hemiphylacus och familjen sparrisväxter. Inga underarter finns listade i Catalogue of Life.